# 绍尔兰地区孙登
绍尔兰地区孙登，简称孙登（德語：Sundern，發音：[ˈzʊndɐn] ⓘ），是德国北莱茵-威斯特法伦州阿恩斯贝格行政区上绍尔兰县的城市，面积193.27平方千米，2023年12月31日人口为27,783人。